# 阿爾班·保斯
阿爾班·保斯（英語：Alban Bushi，1973年8月20日—），是一名阿爾巴尼亞足球运动员，司职前鋒，目前效力希超球队利雲達高斯。

## 生平

### 球會
保斯一生效力過十二家球會，遍及六個國家，包括匈牙利、希臘、德國、土耳其等等。其職業生涯肇始於國內球會SK地拉那。然後走到匈牙利效力Szegedi LC。1994年，保斯效力德國球會FC Remscheid。他隨後返回阿爾巴尼亞兩度效力SK地拉那。在此期間，又曾轉投法拿莫達利。
他之後轉到希臘效力邁恩斯，接著到保加利亞加盟列迪斯洛維治。之後，他向土耳其進發，效力艾丹亞斯普，伊斯坦堡士邦及特拉布宗。經過多年的出國踢球後，保斯重返柏迪辛尼。然後他到了希臘，效力利雲達高斯。在此之後，他效力過卡拉馬里亞斯。在2008年他返回利雲達高斯。

### 國家隊
保斯目前以以14個進球，榮登國家隊首席射手，並已為阿爾巴尼亞67場，成為國家隊上陣最多的第三位，僅次Foto Strakosha及泰爾。